# Theroscopus autumnalis
Theroscopus autumnalis là một loài tò vò trong họ Ichneumonidae.